# Przegląd Biblioteczny
Przegląd Biblioteczny – najstarsze polskie czasopismo naukowe z zakresu bibliotekoznawstwa, założone w 1927 jako kwartalnik – organ naukowy Związku Bibliotekarzy Polskich (obecnie: Stowarzyszenie Bibliotekarzy Polskich – SBP). Na jego łamach publikowane są artykuły przede wszystkim z zakresu współczesnego bibliotekarstwa, bibliotekoznawstwa i informacji naukowej.

## Historia
Pierwszą próbę utworzenia polskiego czasopisma poświęconego teorii i praktyce bibliotekarstwa podjęło Towarzystwo Biblioteki Publicznej m.st. Warszawy, które w 1908 zaczęło wydawać kwartalnik pod długim tytułem „Przegląd Biblioteczny. Czasopismo ilustrowane poświęcone bibliotekoznawstwu, bibliotekarstwu i bibliografii”. Redaktorem tego czasopisma był Stefan Demby (1862-1939), późniejszy organizator i pierwszy dyrektor Biblioteki Narodowej. W latach 1908–1911 ukazało się 6 zeszytów kwartalnika, po czym został on zawieszony z braku funduszów. Blisko dwadzieścia lat później, po odzyskaniu przez Polskę niepodległości S. Demby i inni działacze Związku Bibliotekarzy Polskich powrócili do pomysłu wydawania czasopisma naukowego polskich bibliotekoznawców i otrzymawszy na ten cel fundusze z Ministerstwa Wyznań Religijnych i Oświecenia Publicznego w 1927 zaczęli publikację pisma, którego pełny tytuł brzmiał „Przegląd Biblioteczny. Wydawnictwo Związku Bibliotekarzy Polskich. Centralny organ naukowy bibliotekarstwa polskiego”. Pierwszym jego redaktorem został Edward Kuntze, dyrektor Biblioteki Jagiellońskiej i zarazem przewodniczący Związku Bibliotekarzy Polskich, który kierował czasopismem w latach 1927–1939 i 1945–1948. Jago zastępcą został mianowany Aleksander Birkenmajer, jeden z najwybitniejszych reprezentantów polskiego bibliotekarstwa i nauki o książce okresu międzywojennego, a po drugiej wojnie światowej założyciel szkoły bibliotekoznawczej na Uniwersytecie Warszawskim. Sekretarzem redakcji został Józef Grycz, dyrektor Biblioteki Kórnickiej, organizator i popularyzator nowoczesnego bibliotekarstwa w Polsce. Artykuły publikowane na łamach kwartalnika dotyczyły techniki bibliotekarskiej, historii i organizacji bibliotek; toczono tu dyskusje o ustawie bibliotecznej, egzemplarzu obowiązkowym, utworzeniu biblioteki narodowej. Wśród autorów byli m.in. M. Łodyński, Marian Kukiel, W. Horodyński, K. Buczek, Aleksander Birkenmajer, Henryk Barycz, Zofia Ameisenowa.
W okresie międzywojennym ukazało się 13 roczników „Przeglądu Bibliotecznego” wydawanego wówczas w Krakowie przez Bibliotekę Jagiellońską. Po wojnie w 1945 r. wznowiono jego wydawanie najpierw w postaci rocznika, a od 1946 ponownie w formie kwartalnika. Do 1948 czasopismo ukazywało się w Krakowie, a w 1949 jego redakcja przeniesiona została do Warszawy. W latach 1946–1953 kwartalnik był organem naukowym Związku Bibliotekarzy i Archiwistów Polskich, a od powołania w 1954 r. Stowarzyszenia Bibliotekarzy Polskich do chwili obecnej jest organem naukowym SBP. W latach 1972–2003 wydawany był wspólnie przez SBP i Bibliotekę Główną Polskiej Akademii Nauk, od 2005 ponownie wydawcą „Przeglądu Bibliotecznego” stał się samodzielnie SBP. Od 2016 współwydawcą kwartalnika jest Wydział Dziennikarstwa, Informacji i Bibliologii Uniwersytetu Warszawskiego. Kolejnymi redaktorami kwartalnika byli Bohdan Horodyski (1949-1965), Zbigniew Daszkowski (1966-1968), Maria Dembowska (1969-1977), Barbara Sordylowa (1978-2003), Maria Lenartowicz (2004), Barbara Sosińska-Kalata (2005-2013), od nr 4 z 2013 – Elżbieta B. Zybert. W 1978 powołana została rada redakcyjna czasopisma, której pierwszą przewodniczącą została Helena Więckowska, a w następnych latach Zbigniew Jabłoński, Krzysztof Migoń, Barbara Bieńkowska, Barbara Sosińska-Kalata, Elżbieta B. Zybert i obecnie Jerzy Franke.

## Zakres tematyczny i struktura
Zakres tematyczny „Przeglądu Bibliotecznego” wyznacza współczesna problematyka szeroko rozumianych badań bibliotekoznawczych i bibliologicznych, ujmowana w perspektywie interdyscyplinarnej i obejmująca różne aspekty funkcjonowania książki, biblioteki i informacji w społeczeństwie. Osią centralną tej problematyki jest naukowa refleksja o współczesnym bibliotekarstwie polskim i światowym oraz kierunkach jego rozwoju. Publikowane na łamach kwartalnika artykuły prezentują analizę różnych aspektów rzeczywistości biblioteczno-informacyjnej, dążąc do identyfikacji jakościowych różnic między stosowanymi rozwiązaniami praktycznymi, ale też nie stroniąc od uogólnień i konstatacji teoretycznych. Na łamach „Przeglądu Bibliotecznego” ukazują się artykuły poświęcone najważniejszym problemom i dokonaniom współczesnej nauki o książce, bibliotece i informacji.
Struktura treści „Przeglądu Bibliotecznego” zorganizowana jest w kilku działach, które kształtowały się stopniowo w osiemdziesięcioletnich dziejach kwartalnika i zachowują dość dużą stabilność. Działami podstawowymi są Artykuły, w którym publikowane są oryginalne rozprawy naukowe oraz Z warsztatów badawczych, przeznaczony dla raportów z badań i prac o charakterze przyczynkarskim. Stałymi elementami czasopisma są również działy Recenzje i przeglądy piśmiennictwa, gdzie zamieszczane są recenzje najbardziej wartościowych publikacji naukowych i krytyczne przeglądy bieżącego krajowego i zagranicznego piśmiennictwa dziedziny, oraz Sprawozdania, gdzie publikowane są problemowe raporty z najciekawszych krajowych i zagranicznych konferencji naukowych. W każdym zeszycie „Przeglądu Bibliotecznego” zamieszczana jest też Kronika, prezentująca najważniejsze bieżące wydarzenia życia naukowego i zawodowego, a także dział Z życia SBP, w którym publikowane są sprawozdania z działalności Stowarzyszenia i jego agend. Działem nieregularnym, ale wysoko cenionym przez czytelników jest wprowadzona od 1979 r. rubryka Współtwórcy polskiego bibliotekarstwa, w której zamieszczane są wywiady z wybitnymi przedstawicielami zawodu bibliotekarskiego i badaczami bibliotekoznawstwa i informacji naukowej. Stałym dodatkiem do „Przeglądu Bibliotecznego” do 2010 była „Bibliografia Analityczna Bibliotekoznawstwa i Informacji Naukowej” – opracowywana w Instytucie Bibliograficznym Biblioteki Narodowej bibliografia analityczna zagranicznego piśmiennictwa dziedziny.
Zawartość „Przeglądu Bibliotecznego” jest rejestrowana w „Library and Information Science Abstracts” i „The Central European Journal of Social Sciences and Humanities”. W witrynie SBP zamieszczane są spisy treści kolejnych numerów i abstrakty artykułów (od 2010).